# Белов, Александр Иванович (1904—1944)
Алекса́ндр Ива́нович Бело́в (21 ноября 1904 года, деревня Яровицы, Даниловский уезд, Ярославская губерния, ныне Даниловский район, Ярославская область — 5 апреля 1944 года, Днепропетровск) — советский военный деятель, Генерал-майор (27 ноября 1942 года).

## Начальная биография
Александр Иванович Белов родился в деревне Яровицы ныне Даниловского района Ярославской области.

## Военная служба

### Довоенное время
В 1926 году вступил в ряды ВКП(б). В ноябре того же года был призван в ряды РККА и направлен в 16-й стрелковый полк (Московский военный округ), где после окончания полковой школы в 1927 году был назначен на должность командира отделения.
В сентябре 1928 года был направлен на учёбу в Иваново-Вознесенскую пехотную школу, дислоцированную в Орле, после окончания которой в сентябре 1929 года был направлен в 20-ю стрелковую дивизию (Ленинградский военный округ, где служил на должностях командира взвода, роты и начальника штаба батальона 60-го стрелкового полка. В январе 1934 года Белов был назначен на должность ответственного секретаря бюро ВКП(б) 58-го стрелкового полка, в июле 1935 года — на должность начальника штаба учебного батальона 60-го стрелкового полка.
В мае 1936 года был направлен в 32-й стрелковый полк (11-я стрелковая дивизия), где служил на должностях начальника штаба учебного батальона, начальника полковой школы и командира батальона. В июле 1940 года дивизия была включена в состав Прибалтийского военного округа, после чего выполняла задачи по обороне побережья Финского залива.
В 1941 году окончил Военную академию имени М. В. Фрунзе.

### Великая Отечественная война
С началом войны Белов находился в распоряжении Военного совета Западного фронта.
17 июля 1941 года был назначен на должность командира 44-го стрелкового полка (42-я стрелковая дивизия), после чего принимал участие в боевых действиях в ходе Смоленского сражения, а также в Киевской оборонительной операции. В период с 17 по 29 сентября находился в окружении в районе Пирятина. После выхода находился в распоряжении Военного совета 21-й армии и в октябре был назначен на должность начальника отдела боевой подготовки штаба этой же армии.
В феврале 1942 года был назначен на должность командира 33-й отдельной мотострелковой бригады, а в июле того же года — на должность командира 124-й стрелковой дивизии, которая принимала участие в оборонительных боевых действиях в ходе Сталинградской битвы. 17 ноября за отличия в боях дивизия была преобразована в 50-ю гвардейскую, после чего участвовала в окружении и разгроме 6-й немецкой армии под Сталинградом.
22 марта 1943 года был назначен на должность командира 29-го стрелкового корпуса, который 22 апреля был преобразован в 3-й гвардейский. Вскоре корпус под командованием А. И. Белова принимал участие в боевых действиях в ходе Битвы за Кавказ, а также в Донбасской, Миусской, Мелитопольской, Никопольско-Криворожской, Березнеговато-Снигирёвской и Одесской наступательных операциях. За проявленное в боях умение командовать вверенными ему войсками, а также за проявленный при этом героизм и мужество он был награждён орденом Суворова 2 степени.
В одном из боёв генерал-майор Александр Иванович Белов был тяжело ранен и 5 апреля 1944 года умер от ран в Днепропетровске. Похоронен в братской могиле города.

## Награды
- Орден Красного Знамени (27.03.1943);
- Орден Суворова 2 степени (19.03.1944);
- Орден Кутузова 2 степени (22.12.1943);
- Орден Красной Звезды (04.11.1942);
- Медаль «За оборону Сталинграда».